# Французька література XIX століття
Французька література XIX століття — література бурхливого періоду історії Франції. Цей період охоплює консульство Наполеона Бонапарта (1799—1804), роки Першої Імперії (1804—1814), правління Людовика XVIII і Карла Х (1814—1830), Луї-Філіпа Орлеанського (1830—1848), роки Другої Республіки (1848—1852), Другої Імперії за Наполеона III (1852—1871), перші десятиліття Третьої Республіки (1871—1940).
Французька література в XIX столітті мала міжнародний авторитет та успіх. Серед літературних стилів століття у Франції був поширений романтизм, реалізм, натуралізм і символізм.

## Романтизм
У Французькій літературі першої половини століття панував романтизм, який пов'язаний з творчістю таких авторів, як Віктор Гюго, Олександр Дюма, Франсуа-Рене де Шатобріан, Альфонс де Ламартін, Жерар де Нерваль, Шарль Нодьє, Альфред де Мюссе, Теофіль Готьє, Альфред де Віньї, Жорж Санд, Жуль Жанен.